# Wybitni twórcy polscy: Górecki + Panufnik
Wybitni twórcy polscy: Górecki + Panufnik lub Górecki + Panufnik – album muzyki poważnej skomponowanej przez polskich kompozytorów: Henryka Mikołaja Góreckiego i Andrzeja Panufnika oraz utwór Jana Sebastiana Bacha, wydany w 2014 roku (nr kat. PFB 0061). Wykonawcami muzyki są tu Orkiestra Polskiej Filharmonii Bałtyckiej pod batutą Łukasza Borowicza oraz organista Roman Perucki.

## Lista utworów

### Jan Sebastian Bach
- Toccata I fuga d-moll BWV 565

### Henryk Mikołaj Górecki
- Kantata op. 26
- Trzy utwory w dawnym stylu I
- Trzy utwory w dawnym stylu II
- Trzy utwory w dawnym stylu III

### Andrzej Panufnik
- Metasinfonia na organy, orkiestrę smyczkową i kotły (VII Symfonia)